# Кан Абе
Кан Абе  (яп. 安倍 寛 Абе Кан, 29 квітня 1894 — 30 січня 1946)  — японський політичний діяч. Член Палати представників Японії в 1937-1946. Батько Сінтаро Абе, дід Абе Сіндзо і Нобуо Кісі.

## Життєпис
Народився в сім'ї виробників соєвого соусу та саке Аясуке та Таме Абе у місті Хекі (нині частина міста Нагато) у префектурі Ямагуті. Його батько, Аясуке, народився у місцевій впливовій сім'ї Мукунокі, а його мати, Таме, була молодшою сестрою Сінтаро Абе , який став «засновником» сім'ї Абе; після весілля Аясуке став прийомним зятем  і прийняв прізвище дружини. У 4 роки, після смерті батьків, Кан був усиновлений рідною тіткою Йосі.
Після навчання в середній школі Хагі префектури Ямагуті та вищій школі в Канадзаві закінчив відділення політології юридичного факультету Токійського імператорського університету в 1921.
Після університету керував компанією з виробництва велосипедів у Токіо, але в 1923 фабрика зруйнована Великим землетрусом Канто, і компанія збанкрутувала.
Після переїзду в Токіо одружився з Сідзуко Хондо, донькою військового лікаря Хондо Цунедзіро та онукою генерала Осіми Йосімаси. Після народження сина Сінтаро Абе, Кан розлучився і жив сам. Пізніше він повернувся до префектури Ямагуті і брав участь у парламентських виборах у 1928 як кандидат від Ріккен Сейюкай, але програв.
На тлі загострення туберкульозу, в 1933 став мером Хекі, а в 1935 також став членом зборів префектури Ямагуті.
У 1937 балотувався як незалежний кандидат у Палату представників. На парламентських виборах 1942 балотувався на платформі, що протистоїть мілітаристському уряду Хідекі Тодзьо, який на той час відібрав у парламенту більшість повноважень. Під час свого перебування як член парламенту спільно з Такео Мікі заснував групу, яка виступала за відставку кабінету Тодзьо і закінчення війни. Також перебував у Міністерстві торгівлі та промисловості та Міністерстві закордонних справ Японії.
Після війни в 1946 вступив до Прогресивної партії Японії і готувався до парламентських виборів 1946, але незадовго до них раптово помер від серцевого нападу.